# صوفی سیدی
صوفی سیدی، روستایی از توابع بخش میان‌کنگی شهرستان زابل در استان سیستان و بلوچستان ایران است.

## جمعیت
این روستا در دهستان مارگان قرار دارد و براساس سرشماری مرکز آمار ایران در سال ۱۳۸۵، جمعیت آن ۲۵۹ نفر (۴۶خانوار) بوده‌است.